# Канандейгуа
 Тази статия е за града в Съединените щати.  За езерото вижте Канандейгуа (езеро).  
Канандѐйгуа (на английски: Canandaigua, [ˌkænənˈdeɪɡwə]) е град в североизточната част на Съединените американски щати, административен център на окръг Онтарио в щата Ню Йорк. Населението му е около 10 500 души (2010).
Разположен е на 229 метра надморска височина в Източноголемоезерната низина, на северния бряг на езерото Канандейгуа и на 42 километра югоизточно от центъра на Рочестър. Селището е създадено през 1687 година от индианците сенека, а в края на XVIII век е заселено с преселници от Нова Англия и източните части на Ню Йорк. През 1945 година в града е основан предшественикът на компанията „Констелейшън Брендс“, най-големият дистрибутор на вино и алкохолни напитки в света.

## Известни личности
Родени в Канандейгуа
- Кристен Уиг (р. 1973), актриса